# BlazBlue: Cross Tag Battle
BlazBlue: Cross Tag Battle est un jeu de combat en 2D développé et édité par Arc System Works, sorti en juin 2018 sur PlayStation 4, Nintendo Switch et Microsoft Windows. Le jeu est un crossover et présente les personnages des univers de BlazBlue, Persona 4: Arena, Under Night In-Birth, RWBY, Arcana Heart, Senran Kagura et Akatsuki Blitzkampf. Cross Tag Battle comporte 40 personnages dont 18 en extension payante et 2 extension gratuite.

## Personnages
| BlazBlue - Ragna the Bloodedge - Jin Kisaragi - Rachel Alucard - Hazama - Noel Vermillion - Azrael - Iron Tager - Makoto Nanaya - Nu-13 - Es - Platinum the Trinity - Jubei - Hakumen - Nine the Phantom - Izayoi - Mai Natsume - Naoto Kurogane - Celica A Mercury - Susanoo | Persona 4 Arena - Yū Narukami - Yosuke Hanamura - Chie Satonaka - Yukiko Amagi - Kanji Tatsumi - Aigis - Naoto Shirogane - Akihiko Sanada - Mitsuru Kirijo - Labrys - Teddie - Elizabeth - Tōru Adachi | Under Night In-Birth - Hyde - Linne - Waldstein - Gordeau - Orie - Carmine - Vatista - Yuzuriha - Mika - Merkava - Seth - Hilda | RWBY - Ruby Rose - Weiss Schnee - Blake Belladonna - Yang Xiao Long - Neopolitan | Arcana Heart - Heart Aino | Senran Kagura - Yumi | Akatsuki Blitzkampf - Akatsuki - Blitztank |

## Développement
BlazBlue: Cross Tag Battle est annoncé le 16 juillet 2017 via l'Evo 2017. Ragna the Bloodedge, Jin Kisaragi, Yu Narukami, Hyde et Ruby Rose sont les premiers personnages révélés du jeu dans la bande-annonce de l'EVO. Konomi Higuchi est désigné pour être le principal concepteur des personnages. Certains personnages d'Under Night In-Birth seront redessinés pour Cross Tag Battle afin de faire correspondre les graphismes de BlazBlue. Arc System Works révèle la date de sortie en début d'année 2018, programmée le 31 mai 2018 pour PlayStation 4, Nintendo Switch et PC.